# Auvers (Manica)
Auvers è un comune francese di 668 abitanti situato nel dipartimento della Manica nella regione della Normandia.
Fa parte del cantone di Carentan nella circoscrizione (arrondissement) di Saint-Lô.

## Società

### Evoluzione demografica
Abitanti censiti